# Livet, universum och allting
Livet, universum och allting (originaltitel: Life, the Universe and Everything) är den tredje delen i Douglas Adams bokserie Liftarens guide till galaxen, en bokserie som totalt består av sex böcker.
Bokens handling börjar omkring fem år efter den föregående delen i bokseriens slut (se Restaurangen vid slutet av universum). Arthur Dent som är tillbaka på jorden bor i en grotta, mitt i det blivande Islington, men inte i sin egen tid, utan två miljoner år före sin egen födelse. Just som Arthur tror att det inte kan bli värre, fast i förhistorisk tid som han är, dyker Ford Prefect oväntat upp. De två vännerna lyckas osannolikt nog rädda sig tillbaka till modern tid, genom en maska i rymdtidväven och med hjälp av en blommig chesterfieldsoffa. Arthur och Ford materialiseras på Lord's Cricket Ground i London, mitt under en landskamp mellan England och Australien. Tidsmässigt är det dagen innan jorden ska utplånas av vogonerna.
Kort efter att Arthur Dent och Ford Prefect dykt upp, landar ett rymdskepp på cricketplanen och en grupp robotar kommer ut och stjäl pristrofén, The Ashes. Strax efter att rymdskeppet med robotarna gett sig av, landar ett annat rymdskepp som visar sig tillhöra Slartibartfast, en figur som Arthur och Ford tidigare mött på planeten Magrathea. Slartibartfast vill, när han upptäcker att det är försent att stoppa robotarna från att stjäla pristrofén, ha Arthurs och Fords hjälp med att rädda universum från att förstöras av de olyckliga invånarna på planeten Krikkit. invånarna på Krikkit vill förstöra universum eftersom de är trötta på utsikten (Krikkit är en planet omgiven av ett tätt gasmoln vars himmel därför är helt svart) och inte kan tåla att inte vara ensamma i universum (vilket invånarna trodde att de var, ända tills de byggde sitt första rymdskepp som kunde ta sig igenom gasmolnet). 
Men kan Arthur och Ford med vänner stoppa dödsrobotarna från Krikkit och förhindra universums totala utplåning?
Serien fortsätter med boken Ajöss och tack för fisken.